# Krankrikstjärnarna
Krankrikstjärnarna är en sjö i Söderhamns kommun i Hälsingland och ingår i Skärjåns huvudavrinningsområde.